# Frank Bernhardt
Frank Bernhardt (* 26. August 1969 in Hamburg) ist ein ehemaliger deutscher Fußballspieler und heutiger Trainer.

## Ausbildung
Bernhardt absolvierte in Kiel ein Lehramtsstudium in den Fächern Englisch und Sport. 2005 erlangte er die Fußball-Lehrer-Lizenz.

## Karriere
Bernhardt spielte u.a für Holstein Kiel, beendete jedoch 1999 nach zwei Bandscheibenvorfällen seine aktive Karriere. Danach trainierte er zwei Jahre den damaligen Landesligisten TSV Buchholz 08. Von 2001 bis 2006 war er Fußballtrainer im Nachwuchsbereich des FC St. Pauli und von 2004 bis 2007 für dessen U23 verantwortlich. Danach war er von 2007 bis 2012 für die U19- und U21-Fußballnationalmannschaft Estlands tätig. Er trainierte die U-19 bei der Heim-U-19-Fußball-Europameisterschaft 2012 in Estland.
Von 2012 bis 2013 war er Trainer der estnischen Meistriliiga-Mannschaft JK Tallinna Kalev. Nach zwei Jahren als Technischer Direktor von Aserbaidschan wurde Bernhardt 2015 Übungsleiter der malaysischen U-23-Nationalmannschaft, bevor er 2018 erneut nach Estland zur U-21 des FC Nõmme Kalju wechselte. Zwischen 2019 und 2023 übernehm er die malaysischen Erstligisten UiTM FC sowie Kelantan FC und 2024 arbeitete er zuletzt bei Yangon United in Myanmar. Vom 1. Juli 2024 bis Februar 2025 war er ohne Verein. Mitte Februar 2025 zog es ihn nach Bangladesch. Hier unterschrieb er einen Vertrag beim Erstligisten Bangladesh Police FC.